# 楊茂銀
鐵木·尤幹（1951年—2015年2月6日），筆名楊茂銀，臺灣南投縣仁愛鄉發祥村的泰雅族醫師，為第二十屆醫療奉獻獎得主，復育了臺灣原生米種瑞岩香米。

## 生平
楊茂銀於1951年生於南投縣仁愛鄉發祥村，族名鐵木·尤幹，父親楊茂常。自幼虛弱，國小畢業時，連中華民國國語都不會說，初中考上花蓮教會學校後，老師見他數學不錯，就送去教會補習，還教他國語。
1976年省衛生處辦原住民養成醫師考試，以第二名考進台北醫學院。
楊茂銀家鄉泰雅族瑞岩部落在沼澤邊長有臺灣原生米種瑞岩香米，一年一栽，1972年因稻熱病，族人見收成無望，未再栽植。隔年暑假，導教授鍾文政上山做寄生蟲調查，順便拜訪楊茂銀，楊茂銀父親拿出僅存的瑞岩香米給老師當見面禮。
1984年，楊茂銀奉派到阿里山鄉服務。當年阿里山交通不便，從來吉部落到豐山65公里。1986年，調泰武鄉衛生所，負責六個村的巡迴醫療。
1989年，調南投縣信義鄉衛生所。1995年9月，信義鄉公所祕書陳國忠及地方人士向縣衛生局要求由楊茂銀接任信義鄉衛生所主任，但衛生局以年資不足而不許，楊茂銀因此辭職。離開公職後與其他醫師合開「宏吉診所」，地點在同富村。賀伯颱風、桃芝颱風期間，他就留在災區醫治傷病災民。2000年他在信義鄉羅娜村開設「楊診所」，次年獲促進原住民社會發展有功人士獎章，至2010年得二十屆醫療奉獻獎。
楊茂銀一直想復育瑞岩香米，2010年初收到鍾文政當時保留的瑞岩香米，由楊茂銀妻子高阿珠專程用瑞岩當年種香米的泥土栽培長出多株稻穗。為了感謝妻子的辛勞，以夫妻倆名字命名「銀珠香米」。這些成功復育的瑞岩香米，獲得農委會農試所高度重視，農試所稻米博士賴明信進一步進行研究改善。
2014年，楊茂銀回故鄉瑞岩部落開診所，診所開業隔天即因免疫系統疾病入院，此後經常進出醫院，於2015年2月6日病逝。兒子幄力斯‧鐵木表示，無法代替父親行醫，但定要幫父親實現復育瑞岩香米的願望。